# Baryssinus silviae
Baryssinus silviae es una especie de escarabajo longicornio del género Baryssinus, tribu Acanthocinini, subfamilia Lamiinae. Fue descrita científicamente por Martins & Monné en 1974.
El período de vuelo de la especie se presenta durante el mes de octubre.

## Descripción
Mide 8-14 milímetros de longitud.

## Distribución
Se distribuye por Bolivia, Brasil y Perú.